# 貝婭塔·席多
貝婭塔·玛丽亚·席多（波蘭語：Beata Maria Szydło，1963年4月15日—），波蘭政治人物，現任波兰众议院議員、法律與公正黨副主席。2015年波蘭議會選舉，法律與公正黨贏得多數席次。根據波蘭憲法規定，總理由議會多數黨指名人選，因此黨主席雅罗斯瓦夫·卡钦斯基已在10月27日指名她作為總理候選人，11月16日正式获得总统任命而上任。兩年後退任副總理，至2019年中在歐洲議會選舉中大勝後辭職，以改任歐洲議會議員。

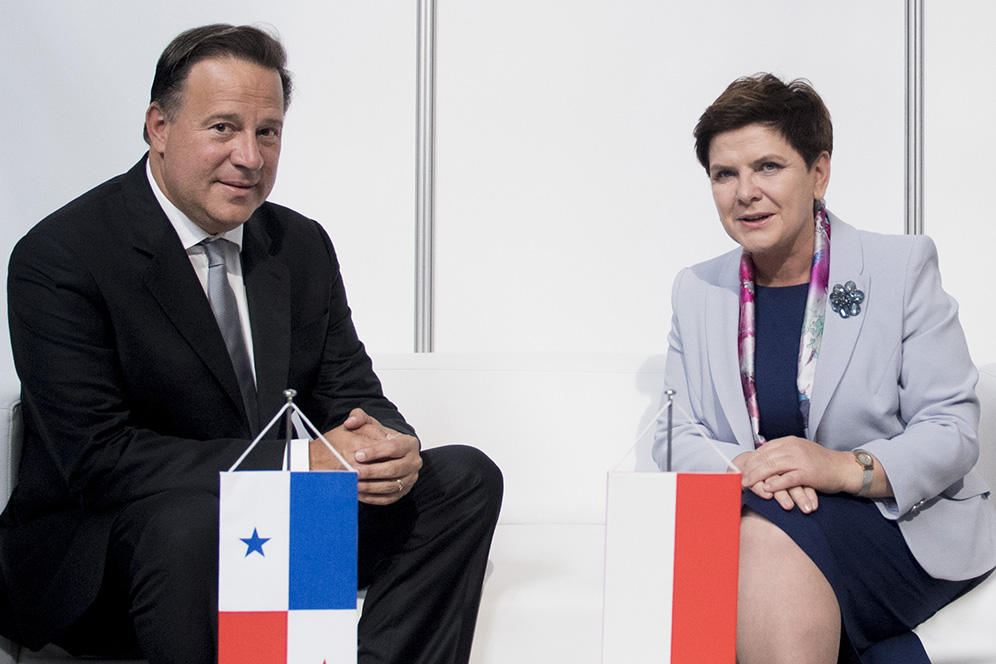
2016年7月31日貝婭塔·席多与巴拿马总统胡安·卡洛斯·巴雷拉会面